# المجلس الاستشاري للأمن الداخلي الأمريكي
المجلس الاستشاري للأمن الداخلي الأمريكي (بالإنجليزية: Homeland Security Advisory Council)‏ هو جزء من المكتب التنفيذي لرئيس الولايات المتحدة. أٌنشئ بموجب الأمر التنفيذي في 19 مارس 2002.

## قيادة المجلس
- ويليام براتون (رئيس مشارك)، مفوض شرطة مدينة نيويورك ورئيس قسم شرطة لوس أنجلوس سابقا
- جيمي غورليك (رئيس مشارك)، النائب العام السابق
- كارين تاندي (نائب الرئيس)
- وليام هيدجكوك وبستر، مدير الاستخبارات المركزية ومكتب التحقيقات الفيدرالي سابقا

## أعضاء المجلس
- علي صوفان الرئيس والمدير التنفيذي لمجموعة صوفان وعضو سابق في مكتب التحقيقات الفيدرالي

## وصلات خارجية
- الموقع الرئيسي للمجلس الاستشاري للأمن القومي